# Quận La Paz, Arizona
Quận La Paz là một quận ở phía tây của tiểu bang Arizona, Hoa Kỳ. Theo điều tra dân số 2000 dân số của quận là 19.715 người. Quận lỵ là Parker. Tên của quận là từ tiếng Tây Ban Nha nghĩa là "Hòa bình", và được lấy từ khu định cư sớm (nay là thị trấn ma) của La Paz dọc theo sông Colorado.
Quận La Paz được thành lập vào năm 1983 sau khi cử tri chấp thuận tách phần phía bắc của quận Yuma, làm cho nó là quận đầu tiên và duy nhất được thành lập từ Arizona đã trở thành một tiểu bang năm 1912. 
Quận này được đặt tên theo. Theo điều tra dân số của Cục điều tra dân số Hoa Kỳ năm 2000, quận có dân số người. Quận lỵ đóng ở Parker.

## Địa lý
Theo Cục điều tra dân số Hoa Kỳ, quận có diện tích 11.689 km2, trong đó có 34 km2 là diện tích mặt nước.